# 霍普金森·史密斯
霍普金森·史密斯（英語：Hopkinson Smith，1946年12月7日—），是一位美国鲁特琴家、作曲家及音乐教授，长期居住在瑞士巴塞尔。

## 簡歷
霍普金森·史密斯出生于纽约，荣誉毕业于哈佛大学音乐学系（荣誉论文：《丹尼尔·巴彻勒》的帕凡组曲）。1972年，他移居到欧洲，师从埃米利奧·普霍爾和尤根·梅勒-多博伊斯（Eugen Mueller-Dombois）。
70年代中期，他参与成立了音乐团体“晚星二十一古樂團”，并开始了他与約迪·薩瓦爾长达十年的合作。
从80年代中期开始，他开始专注于早期弹拨乐器的独奏音乐作品的研究。乐器包括比尤埃拉琴、文艺复兴时期的鲁特琴、琵琶，还有文艺复兴时期、巴洛克时期的吉他和巴洛克时期的鲁特琴。
他于2000年录制了巴赫的六首无伴奏小提琴奏鸣曲与组曲的鲁特琴改编版，被《留声机》杂志评论为“你能买到的，用各种乐器演奏的巴赫六首无伴奏小提琴奏鸣曲和组曲作品中最好的”。
霍普金斯·史密斯的学生众多，其中比较著名的包括鲁特琴家米蓋爾．伊瑟瑞爾、羅爾夫·里斯列凡德、埃汀·卡拉馬佐夫和今村泰典。
霍普金森·史密斯长期巡演于欧洲、亚洲、澳大利亚、北美洲和南美洲并教授大师班。他现在居住于瑞士巴塞尔，并在当地的巴塞爾古樂學院从事教学与研究工作。